# 마포고등학교
마포고등학교(麻浦高等學校)는 대한민국 서울특별시 강서구 등촌동에 있는 사립 고등학교이다.

## 학교 연혁
- 1950년 4월 19일 : 재단법인 중앙의숙 인가 받음(김용무 초대 재단이사장 취임)
- 1953년 7월 1일 : 마포고등학교 인가 받음, 박인출 교장 취임
- 1964년 1월 : 학교법인 중앙의숙으로 조직 변경
- 1985년 2월 : 강서구 등촌동 신교사 완공 이전
- 2002년 7월 : 은곡관(정보센터) 준공
- 2012년 10월 15일 : 마포중고등학교 역사자료관 개관
- 2018년 2월 17일 : 김형민 제9대 이사장 취임
- 2019년 8월 8일 : 학교법인 '대승학원'으로 법인명 변경
- 2019년 12월 10일 : 대승도서관 완공
- 2020년 3월 2일 : 김성환 교장 취임

## 갤러리

운동장 전경

## 참고 자료
- 마포고등학교 - 한국교육학술정보원 학교알리미